# Ogulnius yaginumai
Ogulnius yaginumai är en spindelart som beskrevs av Brignoli 1981. Ogulnius yaginumai ingår i släktet Ogulnius och familjen strålspindlar.
Artens utbredningsområde är Filippinerna. Inga underarter finns listade i Catalogue of Life.